# Shanni Nationalities Army

Fahne der SNA

Die Shanni Nationalities Army (ရှမ်းနီ အမျိုးသားများ တပ်မတော် kurz SNA) ist eine bewaffnete, ethnische Organisation in Myanmar. Sie vertritt nach eigenen Angaben die Minderheit der Shanni im Kachin-Staat und in der Sagaing-Region des Landes und tritt für einen eigenen Shanni Staat in der Union ein.

## Geschichte
Die SNA wurde bereits im Juli 1989 gegründet, bestand aber zuerst aus nur wenigen Mitgliedern. Erst 2009 konnten sie ein erstes Hauptquartier in Nwe Impha an der indischen Grenze etablieren. Viele Shanni dienten damals in der Kachin Independence Army kurz KIA der Kachin Minderheit, welche die Mehrheit der Bevölkerung im Kachin-Staat stellt. Die SNA wollte 2015 an den Nationalen Waffenstillstandsverhandlungen teilnehmen, doch die zivile Regierung unter der Führung der National League for Democracy NLD verweigerte der SNA die Teilnahme an der Verhandlungen. Teilnahme an der Verhandlungen bedeutete von der Regierung anerkannte Gebiete, welche autonom verwaltet werden konnten. Doch die Regierung deklarierte Shanni Gebiete zu KIA Gebieten. Einige Einheiten der KIA, welche mehrheitlich aus Shanni bestanden liefen daher zur SNA über. Erst dadurch wurde die SNA zu einer schlagkräftigen, bewaffneten Organisation. In den Jahren 2019 und 2020 kam es zu bewaffneten Konfrontationen zwischen der SNA und dem Militär der Zentralregierung. Die KIA hielt sich in diesen Jahren an einen Waffenstillstand mit der Zentralregierung ging aber ebenfalls gegen die SNA in umstrittenen Gebieten vor.
Nach dem Militärputsch am 1. Februar 2021 erklärte sich die SNA zuerst als neutral. Seit 2022 kämpfte sie aber auf Seiten der Militärregierung gegen die KIA und Truppen der National Unity Government kurz NUG die sich der People’s Defence Force kurz PDF nennen. Die SNA behauptete 2024 dass die NUG, die PDF die Shanni unterdrücken würden und das sie sich aus diesem Grund mit der Militärregierung verbündet hätten. Die SNA bezeichnete das Vorgehen der Oppositionstruppen als Völkermord. In der Sagaing-Region und im Kachin-Staat leben zirka 300.000 Shanni, einer Volksgruppe, welche mit den Shan und damit mit den Thai verwandt sind. Der Konflikt um einen eigenen Staat reicht lange Zeit zurück. Ursprünglich besaßen die Shanni eigene Fürstentümer. Erst die britische Kolonialverwaltung wies die Gebiete den Kachin zu. Nach der Panglang Konferenz hätten die Shanni das Recht die Burmesische Union 10 Jahre nach ihrer Gründung zu verlassen. Teile des Shanni-Staates wurde aber 1948 dem Kachin-Staat und der Rest 1974 der Sagaing-Region zugeschlagen. Der Shanni Staat verschwand von den Landkarten.

## Organisation
Die SNA verfügt über Stützpunkte in Hkamti, Homalin and Tamu Bezirk in Sagaing-Region. Im Kachin-Staat ist unter anderem im Mohnyin, Mogaung, Waingmaw, Hpakant Bezirk mit eigenen Stützpunkten aktiv. Die SNA ist in 3 Brigaden organisiert, die Brigade 891, 972, und 753. Sie soll 2019 zirka 1000 Männer und Frauen unter Waffen haben.